# Blankspot

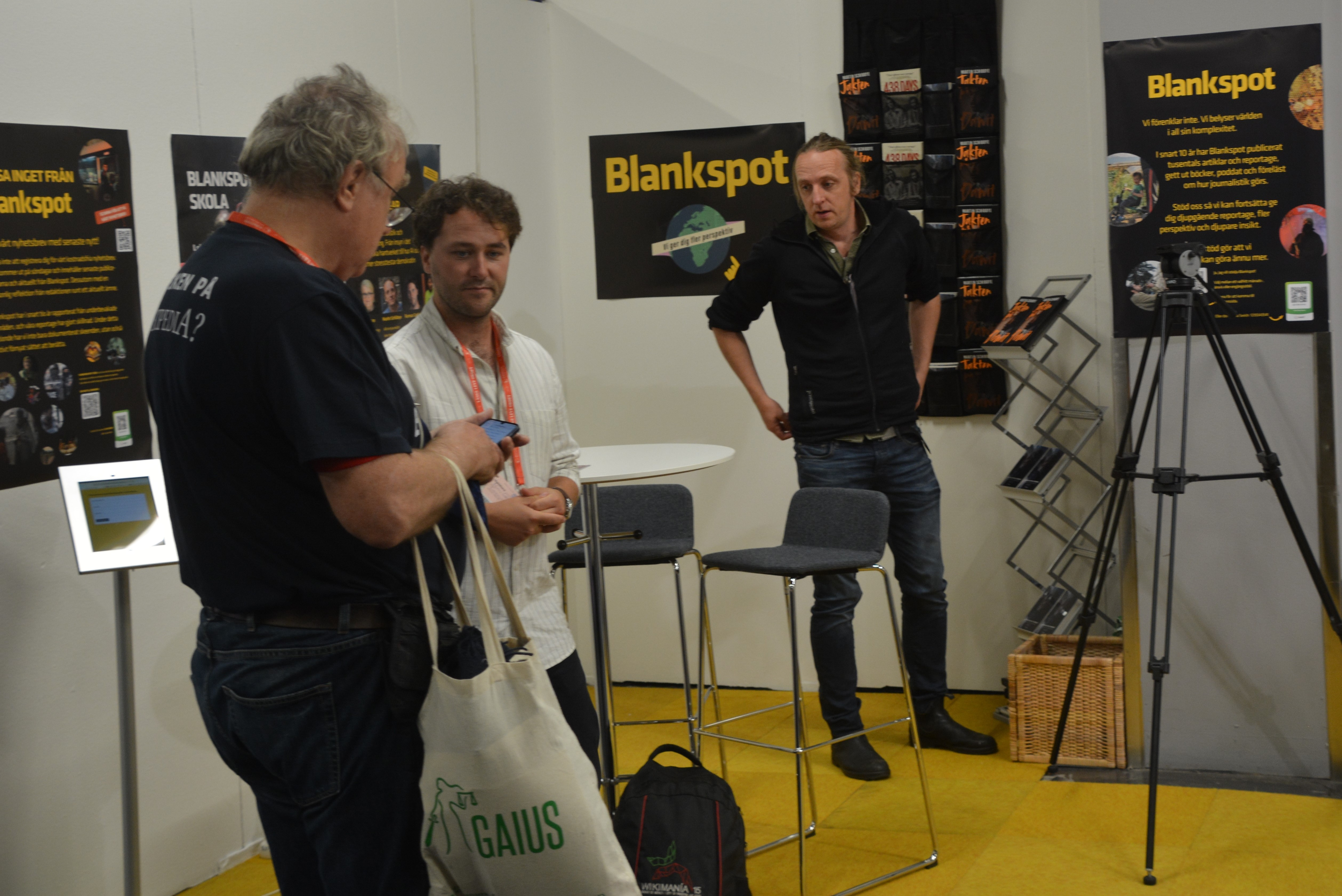
Blankspots monter på Bokmässan i Göteborg 2024 med Rasmus Canbäck och Martin Schibbye

Blankspot, tidigare Blank Spot Project, är en nätbaserad tidskrift grundad 2015. Tidskriften startades som ett tillfälligt gräsrotsfinansierat projekt, men heter sedan 2017 endast Blankspot.
Namnet Blankspot betyder ungefär "vita fläckar" och är valt eftersom sajten vill bevaka de händelser och företeelser i Sverige och i övriga världen som Blankspot menar annars blir dåligt kartlagda. Blankspot gör också reportage där de tar hjälp av allmänheten som bidrar både med insyn och texter i undersökande reportage. 
Projektet startade som en reportagesida av bland andra mediestrategen Brit Stakston samt journalisterna Nils Resare och Martin Schibbye. Blankspot startade med gräsrotsfinansiering och presenterar innehållet gratis. 
På årsdagen av grundandet gav de ut en papperstidning i broadsheetformat i samarbete med Pressbyrån under namnet Blank Spot #0.
År 2022 lanserade Blankspot sajten Cards of Qatar inför årets upplaga av världsmästerskapet i fotboll 2022 för herrar. I samband med lanseringen distribuerades samlarkort i Pressbyråns butiker med avlidna asiatiska gästarbetare, som dött till följd av arbetsförhållanden i och omkring Qatars satsning på världsmästerskapet. För sajten tilldelades Blankspot Sveriges Tidskrifters pris i kategorin Årets grepp, så väl som Stora journalistpriset i kategorin Årets förnyare.
Sedan 2023 består redaktionen av Brit Stakston, Martin Schibbye och Rasmus Canbäck.

## Priser och utmärkelser
- 2015 Sveriges Radios Årets medieorm[12]
- 2015 Afrikagruppernas solidaritetspris
- 2016 Svenska publishingpriset, Stora priset, och i kategorin Verksamhetstidningar för papperstidningen Blank Spot #0.[13]
- 2016 Eldh-Ekblads fredspris av Svenska freds- och skiljedomsföreningen
- 2020 Sveriges Tidskrifters pris i kategorin Årets grepp för serien Dagbok från Kabul.[14]
- 2022 Sveriges Tidskrifters pris i kategorin Årets grepp för sajten Cards of Qatar
- 2022 Stora journalistpriset i kategorin Årets förnyare